# Václav Malý

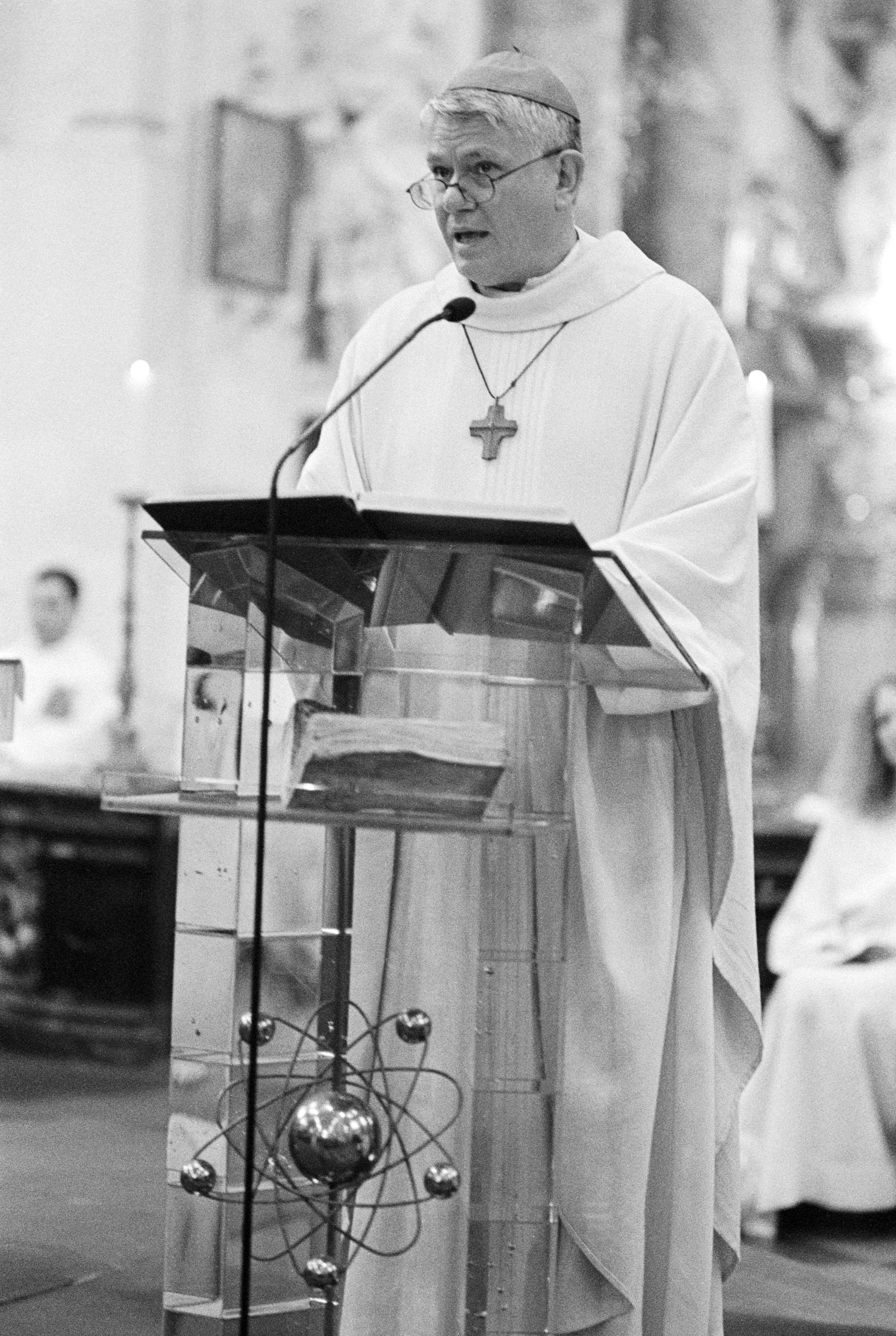
Václav Malý under en gudstjänst, 2010.

Václav Malý född 21 september 1950, är en tjeckisk präst i Romersk-katolska kyrkan. Han är hjälpbiskop i Prag och titulärbiskop av Marcelliana. Under den tjeckoslovakiska kommunisttiden stödde han Charta 77, och han var en populär talare under Sammetsrevolutionen 1989.

## Biografi
Malý studerade mellan 1969 och 1976 på det statliga, officiella prästseminariet i Litoměřice och blev prästvigd i juni 1976. De följande två åren var han kaplan i Vlašim och Plzeň. Han var en av undertecknarna av Charta 77 i februari 1977, och året därpå gick han med i organisationen Kommittén för försvar av de orättvist förföljda (Výbor na obranu nespravedlivě stíhaných, VONS) som var besläktad med Charta.
1979 tog staten, som vid denna tid hårt kontrollerade den katolska kyrkan i Tjeckien, ifrån honom rätten att arbeta som präst. Det officiella skälet var att han pratat med ungdomar utanför sin egen församling, vilket var emot de statliga reglerna. Samma år sattes han i fängelse i sju månader utan rättegång. När han inte längre fick arbeta som präst försörjde han sig på enkla jobb som eldare av kolvärmepannor, toalettstädare och arbetare vid tunnelbygge och firade mässa i hemlighet, i människors hem. Enligt Vaclav Havel hörde Maly vid denna tid till de av Charta 77:s medlemmar som oftast blev trakasserad av polisen.
Vid Sammetsrevolutionen 1989 förde Maly organisationen Medborgarforums talan, ledde stora offentliga möten där han också var en populär talare och satt vid Vaclav Havels sida i överläggningar med kommunistregimen. Efteråt valde han att inte gå in i politiken utan arbeta som präst i ett par olika församlingar. 3 december 1996 utsåg påven Johannes Paulus II honom till titularbiskop av Marcelliana och hjälpbiskop i Prag. Dåvarande ärkebiskopen i Prag, Miloslav Vlk, vigde honom till biskop i Sankt Vitus-katedralen i Prag 11 januari 1997.
För sina insatser fick han 1998 motta Tjeckoslovakiens högsta utmärkelse, Tomáš Garrigue Masaryk-orden.
2011 utsågs han till mottagare av Herbert Haag-priset men avböjde, eftersom han såg prisutdelningen som en protest mot Rom på ett sätt som han inte fann ändamålsenligt.